# Celer (Eques)
Celer war ein römischer Ritter, der um 91 n. Chr. unter Kaiser Domitian hingerichtet wurde.
Celer wurde nach dem Sakralrecht in einem Verfahren unter dem Vorsitz des Princeps, in dessen Amtsausübung als oberster Priester (pontifex maximus), der Unkeuschheit (Crimen incesti)  mit einer Vestalin angeklagt und für schuldig befunden.
Nachdem die ebenfalls zum Tode verurteilte Cornelia lebendig begraben worden war, wurde Celer nach altem Brauch auf dem Comitium mit einem Flagrum zu Tode gegeißelt.